# Mauzun

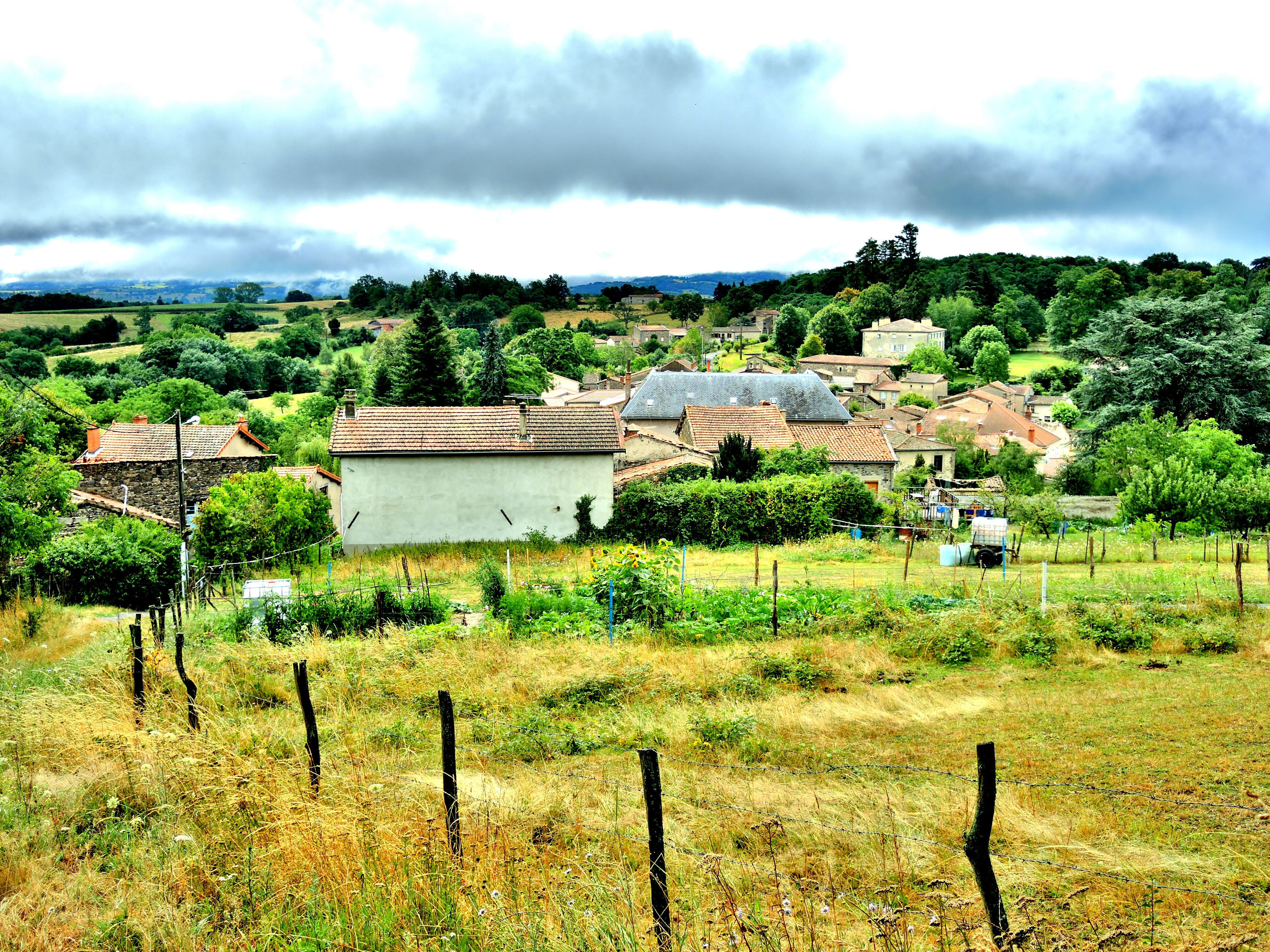
Village de Mauzun, vu de l'entrée du château.

Mauzun est une commune française située dans le département du Puy-de-Dôme, en région Auvergne-Rhône-Alpes. Cette commune, la moins étendue du département, fait partie de l'aire d'attraction de Clermont-Ferrand.

## Géographie

### Localisation
Ses communes limitrophes sont Bongheat, Trézioux, Estandeuil et Fayet-le-Château.
| Bongheat         | Bongheat   | Trézioux   |
| Bongheat         | Mauzun     | Estandeuil |
| Fayet-le-Château | Estandeuil | Estandeuil |

### Climat
Pour des articles plus généraux, voir Climat d'Auvergne-Rhône-Alpes et Climat du Puy-de-Dôme.
En 2010, le climat de la commune est de type climat des marges montargnardes, selon une étude du Centre national de la recherche scientifique s'appuyant sur une série de données couvrant la période 1971-2000. En 2020, Météo-France publie une typologie des climats de la France métropolitaine dans laquelle la commune est exposée à un climat de montagne ou de marges de montagne et est dans la région climatique  Nord-est du Massif Central, caractérisée par une pluviométrie annuelle de 800 à 1 200 mm, bien répartie dans l’année. 
Pour la période 1971-2000, la température annuelle moyenne est de 10,1 °C, avec une amplitude thermique annuelle de 15,9 °C. Le cumul annuel moyen de précipitations est de 893 mm, avec 9,9 jours de précipitations en janvier et 7,7 jours en juillet. Pour la période 1991-2020, la température moyenne annuelle observée sur la station météorologique de Météo-France la plus proche, « Fayet-le-Château », sur la commune de Fayet-le-Château à 3 km à vol d'oiseau, est de 11,2 °C et le cumul annuel moyen de précipitations est de 889,9 mm,. Pour l'avenir, les paramètres climatiques de la commune estimés pour 2050 selon différents scénarios d'émission de gaz à effet de serre sont consultables sur un site dédié publié par Météo-France en novembre 2022.

## Urbanisme

### Typologie
Au 1er janvier 2024, Mauzun est catégorisée commune rurale à habitat dispersé, selon la nouvelle grille communale de densité à sept niveaux définie par l'Insee en 2022.
Elle est située hors unité urbaine. Par ailleurs la commune fait partie de l'aire d'attraction de Clermont-Ferrand, dont elle est une commune de la couronne,. Cette aire, qui regroupe 209 communes, est catégorisée dans les aires de 200 000 à moins de 700 000 habitants,.

### Occupation des sols
L'occupation des sols de la commune, telle qu'elle ressort de la base de données européenne d’occupation biophysique des sols Corine Land Cover (CLC), est marquée par l'importance des territoires agricoles (95,8 % en 2018), une proportion identique à celle de 1990 (95,8 %). La répartition détaillée en 2018 est la suivante : prairies (61,4 %), zones agricoles hétérogènes (34,4 %), forêts (4,2 %). L'évolution de l’occupation des sols de la commune et de ses infrastructures peut être observée sur les différentes représentations cartographiques du territoire : la carte de Cassini (XVIIIe siècle), la carte d'état-major (1820-1866) et les cartes ou photos aériennes de l'IGN pour la période actuelle (1950 à aujourd'hui).

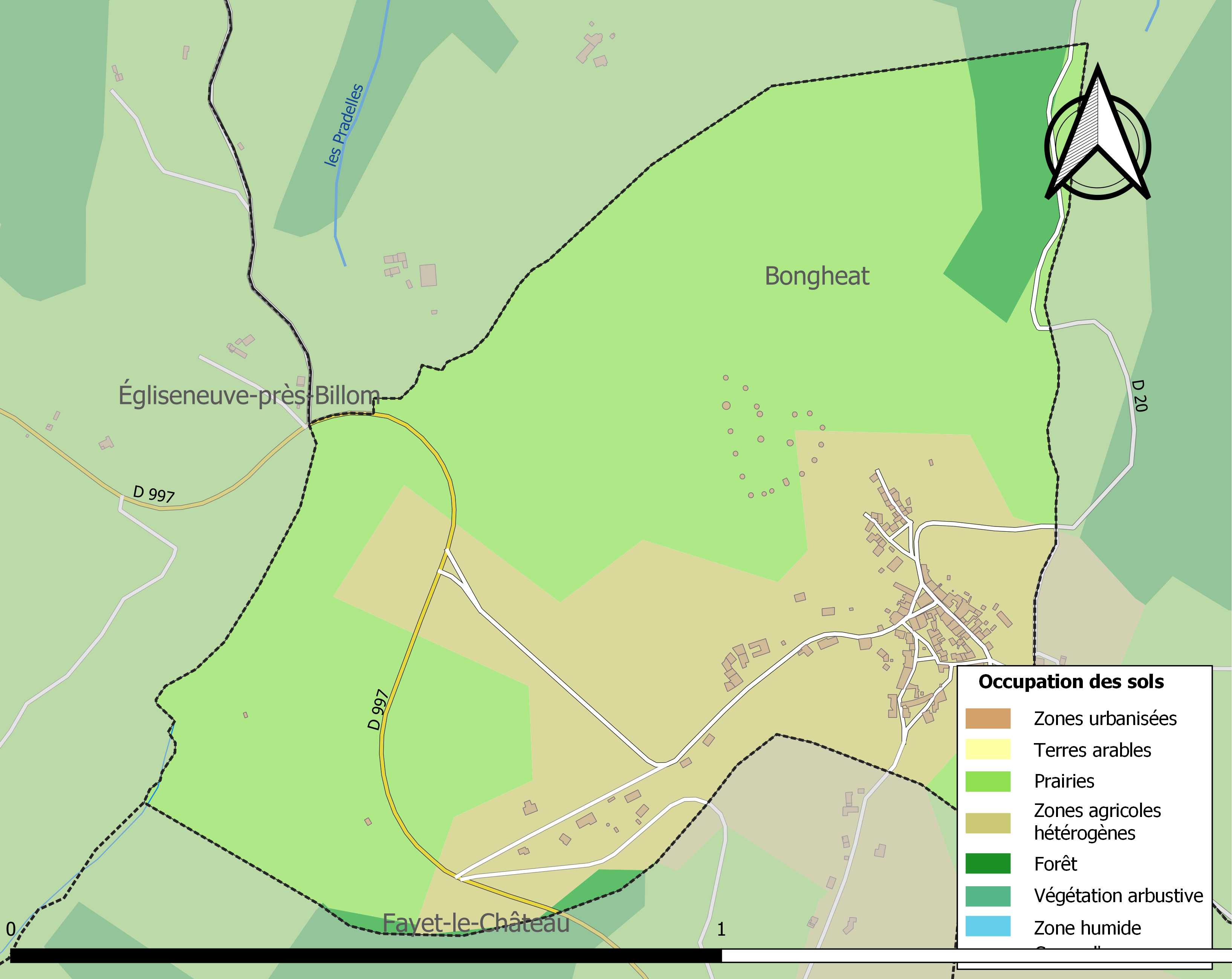
Carte des infrastructures et de l'occupation des sols de la commune en 2018 (CLC).

### Planification de l'aménagement
En vue de l'élaboration d'un plan local d'urbanisme intercommunal (PLUi) par la communauté de communes Billom Communauté, compétente en matière d'urbanisme, la carte communale, approuvée en 2006, dont disposait la commune, est abrogée par un arrêté préfectoral du 7 novembre 2019.

## Toponymie
Le nom de la localité est attesté sous les formes Magdunio en 1207.
Du gaulois magos, « marché » et du radical indo-européen *dhun-, associant un relief et un habitat défendu « dune », à l’origine d’une racine celtique *dhuno dont le premier sens aurait été « clôture, zone enclose », d’où le gaulois  dūnum qui a pris le sens de « citadelle, enceinte fortifiée » et, par métonymie, celui de « colline, mont » puisque la plupart des citadelles étaient bâties sur des hauteurs. Donc un « marché fortifié ».

## Histoire
Fief épiscopal d'une importante terre et seigneurie.

## Politique et administration

### Découpage territorial
La commune de Mauzun est membre de la communauté de communes Billom Communauté, un établissement public de coopération intercommunale (EPCI) à fiscalité propre créé le 1er janvier 2017 dont le siège est à Billom. Ce dernier est par ailleurs membre d'autres groupements intercommunaux.
Sur le plan administratif, elle est rattachée à l'arrondissement de Clermont-Ferrand, à la circonscription administrative de l'État du Puy-de-Dôme et à la région Auvergne-Rhône-Alpes.
Sur le plan électoral, elle dépend du canton de Billom pour l'élection des conseillers départementaux, depuis le redécoupage cantonal de 2014 entré en vigueur en 2015, et de la cinquième circonscription du Puy-de-Dôme pour les élections législatives, depuis le dernier découpage électoral de 2010.

### Élections municipales et communautaires

#### Élections de 2020
Le conseil municipal de Mauzun, commune de moins de 1 000 habitants, est élu au scrutin majoritaire plurinominal à deux tours avec candidatures isolées ou groupées et possibilité de panachage. Compte tenu de la population communale, le nombre de sièges à pourvoir lors des élections municipales de 2020 est de 11. La totalité des onze candidats en lice est élue dès le premier tour, le 15 mars 2020, avec un taux de participation de 72,53 %.

#### Chronologie des maires
| Période                                  | Période                    | Identité                | Étiquette | Qualité      |
| ---------------------------------------- | -------------------------- | ----------------------- | --------- | ------------ |
| Les données manquantes sont à compléter. |                            |                         |           |              |
| avant 1951                               | ?                          | Jean Tixier             | Soc.ind.  | Entrepreneur |
|                                          |                            |                         |           |              |
| mars 2001                                | mars 2008                  | Colette Dissard         |           |              |
| mars 2008                                | En cours (au 24 août 2020) | Christiane Taillandier, |           | Retraitée    |

## Population et société

### Démographie
L'évolution du nombre d'habitants est connue à travers les recensements de la population effectués dans la commune depuis 1793. Pour les communes de moins de 10 000 habitants, une enquête de recensement portant sur toute la population est réalisée tous les cinq ans, les populations de référence des années intermédiaires étant quant à elles estimées par interpolation ou extrapolation. Pour la commune, le premier recensement exhaustif entrant dans le cadre du nouveau dispositif a été réalisé en 2007.

En 2022, la commune comptait 132 habitants, en évolution de +16,81 % par rapport à 2016 (Puy-de-Dôme : +2,1 %, France hors Mayotte : +2,11 %).
| 1793 | 1800 | 1806 | 1821 | 1831 | 1836 | 1841 | 1846 | 1851 |
| ---- | ---- | ---- | ---- | ---- | ---- | ---- | ---- | ---- |
| 282  | 263  | 329  | 300  | 320  | 380  | 344  | 319  | 307  |

| 1856 | 1861 | 1866 | 1872 | 1876 | 1881 | 1886 | 1891 | 1896 |
| ---- | ---- | ---- | ---- | ---- | ---- | ---- | ---- | ---- |
| 297  | 256  | 255  | 258  | 249  | 231  | 235  | 218  | 221  |

| 1901 | 1906 | 1911 | 1921 | 1926 | 1931 | 1936 | 1946 | 1954 |
| ---- | ---- | ---- | ---- | ---- | ---- | ---- | ---- | ---- |
| 208  | 208  | 183  | 120  | 124  | 136  | 138  | 116  | 100  |

| 1962 | 1968 | 1975 | 1982 | 1990 | 1999 | 2006 | 2007 | 2012 |
| ---- | ---- | ---- | ---- | ---- | ---- | ---- | ---- | ---- |
| 77   | 72   | 78   | 69   | 61   | 64   | 82   | 85   | 104  |

| 2017 | 2022 | - | - | - | - | - | - | - |
| ---- | ---- | - | - | - | - | - | - | - |
| 115  | 132  | - | - | - | - | - | - | - |

## Culture locale et patrimoine

### Lieux et monuments

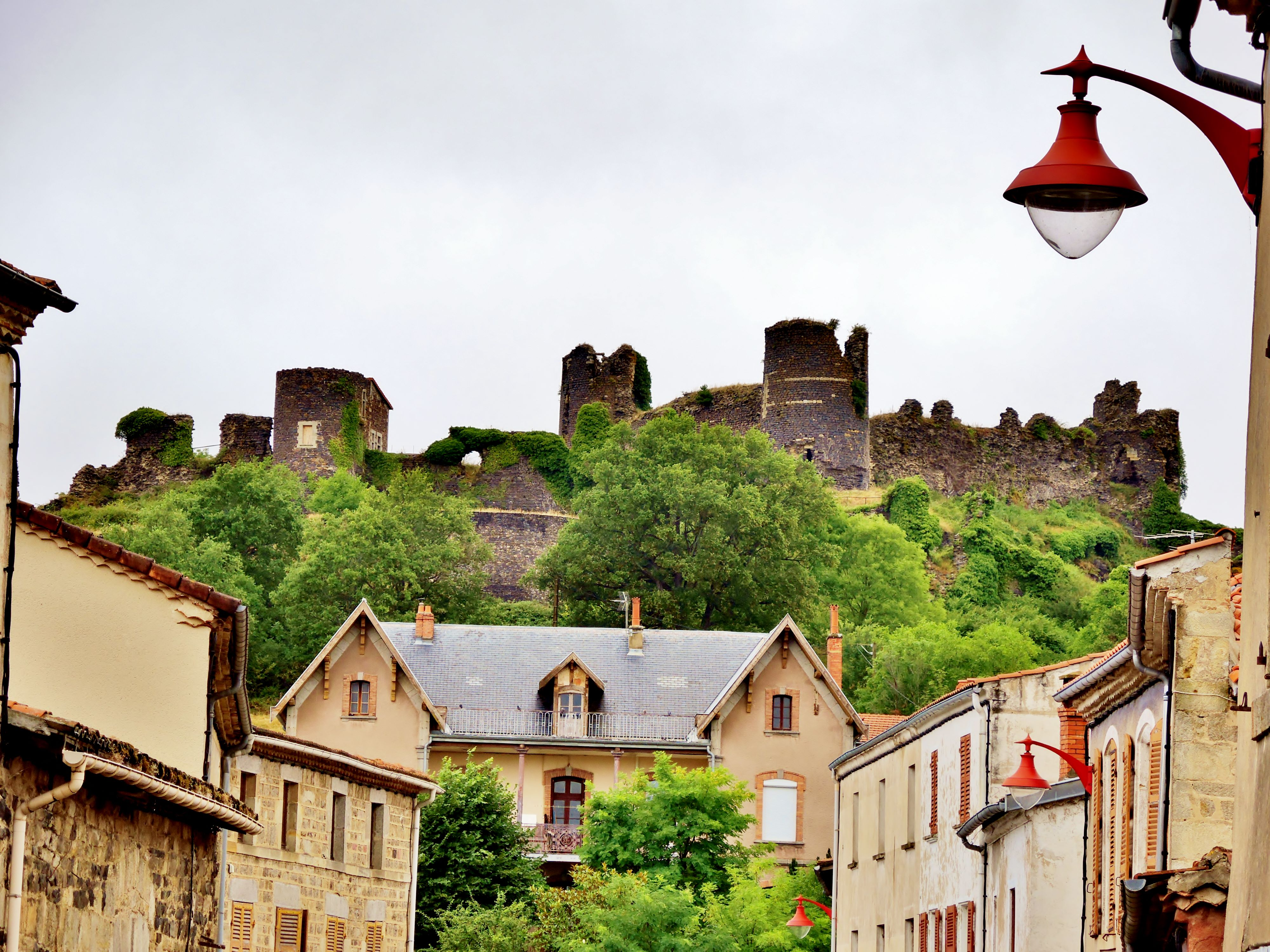
Ruines du château de Mauzun, vues du centre du village

- Château de Mauzun du XIIIe siècle des évêques de Clermont[24] : une grande enceinte flanquée de 19 tours rondes, enserrent un réduit qui occupe le point culminant d'une butte basaltique. Détruit en 1634 sur ordre de Richelieu et par les soins du commissaire Voyer d'Argenson, plusieurs parties étaient encore en bon état en 1732 à l'exception du fort au centre de la deuxième enceinte. Plus grande forteresse régionale[réf. souhaitée] composée de trois enceintes, et d'une vingtaine de tours, dont les quatre principales soutiennent encore l'enceinte centrale. Les ruines datent pour l'essentiel des XIIIe et XIVe siècles. Les maisons du village ont pour la plupart été construites à partir de pierres récupérées sur le château[25].

### Patrimoine naturel
La commune de Mauzun est adhérente du parc naturel régional Livradois-Forez.